# فرودگاه بین‌المللی ملک خالد
فرودگاه بین‌المللی ملک خالد نام یکی از فرودگاه‌های کشور عربستان سعودی است که در ۳۵ کیلومتری شمال ریاض قرار گرفته‌است. این فرودگاه از لحاظ وسعت و مساحت دومین فرودگاه بزرگ عربستان سعودی شناخته می‌شود.
این فرودگاه به نام خالد بن عبدالعزیز نامگذاری شده‌است. فرودگاه بین‌المللی ملک خالد در سال ۱۹۸۳ میلادی رسماً افتتاح شد. با هواپیمایی ژاپن و سعودی به فرودگاه بین‌المللی ناریتا پرواز مستقیم دارد

## شرکت‌های هواپیمایی و مقصدهای پروزای
| شرکت‌های هواپیمایی           | مقصدهای پروازی | پایانه |
| --------------------------- | --- | ------ |
| اژین ایرلاینز               | فرودگاه بین‌المللی آتن | ۱      |
| هواپیمایی ایرعربیا          | فرودگاه بین‌المللی شارجه | ۱      |
| ایر عربیا اجیپت             | فرودگاه برج‌العرب | ۱      |
| ایربلو                      | فرودگاه بین‌المللی اقبال لاهوری، فرودگاه بین‌المللی سیالکوت | ۱      |
| Air Cairo                   | فرودگاه برج‌العرب، سوهاج | ۱      |
| ایر فرانس                   | فرودگاه شارل دوگل پاریس | ۲      |
| ایر ایندیا                  | فرودگاه بین‌المللی کوچین، فرودگاه بین‌المللی ایندیرا گاندی، فرودگاه بین‌المللی چاتراپاتی شیواجی، فرودگاه بین‌المللی تریواندروم | ۱      |
| بیمان بنگلادش ایرلاینز      | فرودگاه بین‌المللی شاه‌جلال | ۱      |
| بریتیش ایرویز               | فرودگاه هیترو لندن | ۱      |
| کاتای پاسیفیک               | فرودگاه بین‌المللی هنگ کنگ | ۱      |
| سبو پسیفیک                  | فرودگاه بین‌المللی نینوی آکوئینو | ۱      |
| اجیپت‌ایر                    | فرودگاه برج‌العرب، فرودگاه بین‌المللی قاهره | ۱      |
| هواپیمایی امارات            | فرودگاه بین‌المللی دوبی | ۱      |
| هواپیمایی اتیوپی            | فرودگاه بین‌المللی بوول | ۱      |
| هواپیمایی اتحاد             | فرودگاه بین‌المللی ابوظبی | ۱      |
| FlyDamas                    | فرودگاه بین‌المللی دمشق | ۱      |
| فلای‌دبی                     | فرودگاه بین‌المللی دوبی | ۱      |
| فلای‌ناس                     | فرودگاه بین‌المللی ابوظبی، فرودگاه برج‌العرب، فرودگاه بین‌المللی ملکه علیا، فرودگاه هاتای، فرودگاه اسیوط، فرودگاه بین‌المللی بحرین، فرودگاه بین‌المللی قاهره، فرودگاه بین‌المللی آل مکتوم، فرودگاه بین‌المللی دوبی، فرودگاه بین‌المللی بینظیر بوتو، فرودگاه بین‌المللی جناح، فرودگاه بین‌المللی صبیحه گوکچن، فرودگاه بین‌المللی خرطوم، فرودگاه بین‌المللی کویت، فرودگاه بین‌المللی اقبال لاهوری، فرودگاه بین‌المللی شارجه فصلی: فرودگاه بین‌المللی شرم‌الشیخ | ۲      |
| فلای‌ناس                     | فرودگاه منطقه‌ای آبها، فرودگاه داخلی الجوف، فرودگاه بین‌المللی ملک فهد، فرودگاه گوریات دومستیک، فرودگاه منطقه‌ای جیزان، فرودگاه شاهزاده محمد بن عبدالعزیز | ۳      |
| گلف ایر                     | فرودگاه بین‌المللی بحرین | ۱      |
| هواپیمایی کره               | فرودگاه بین‌المللی اینچئون1 | 2      |
| کویت ایرویز                 | فرودگاه بین‌المللی کویت | ۱      |
| لوفت‌هانزا                   | فرودگاه بین‌المللی فرانکفورت، فرودگاه مونیخ | ۱      |
| هواپیمایی خاورمیانه         | فرودگاه بین‌المللی رفیق حریری بیروت | ۲      |
| عمان ایر                    | فرودگاه بین‌المللی مسقط | ۱      |
| هواپیمایی بین‌المللی پاکستان | فرودگاه بین‌المللی بینظیر بوتو، فرودگاه بین‌المللی جناح، فرودگاه بین‌المللی اقبال لاهوری، فرودگاه بین‌المللی باچا خان، فرودگاه بین‌المللی سیالکوت | ۱      |
| هواپیمایی فیلیپین           | فرودگاه بین‌المللی نینوی آکوئینو | ۱      |
| قطر ایرویز                  | فرودگاه بین‌المللی حمد | ۱      |
| هواپیمایی پادشاهی مراکش     | فرودگاه بین‌المللی محمد پنجم | 1      |
| الملکیه الاردنیه            | فرودگاه بین‌المللی ملکه علیا | ۱      |
| هواپیمایی سعودی             | فرودگاه بین‌المللی ابوظبی، فرودگاه بین‌المللی بوول، فرودگاه برج‌العرب، فرودگاه بین‌المللی ملکه علیا، فرودگاه بین‌المللی بحرین، فرودگاه بین‌المللی بنگالورو، فرودگاه بین‌المللی رفیق حریری بیروت، فرودگاه بین‌المللی قاهره، فرودگاه بین‌المللی محمد پنجم، فرودگاه بین‌المللی چنای، فرودگاه بین‌المللی باندرانیکی، فرودگاه بین‌المللی ایندیرا گاندی، فرودگاه بین‌المللی شاه‌جلال، فرودگاه بین‌المللی حمد، فرودگاه بین‌المللی دوبی، فرودگاه بین‌المللی فرانکفورت، فرودگاه بین‌المللی ژنو، فرودگاه بین‌المللی بایون گوآنگجو، فرودگاه بین‌المللی راجیو گاندی، فرودگاه بین‌المللی بینظیر بوتو، فرودگاه بین‌المللی آتاترک، فرودگاه بین‌المللی سوئکارنو-هتا، فرودگاه بین‌المللی جناح، فرودگاه بین‌المللی خرطوم، فرودگاه بین‌المللی کوچین، فرودگاه بین‌المللی کالیکوت، فرودگاه بین‌المللی کوالالامپور، فرودگاه بین‌المللی کویت، فرودگاه بین‌المللی اقبال لاهوری، فرودگاه هیترو لندن، فرودگاه بین‌المللی لس‌آنجلس، فرودگاه اماوسی، فرودگاه مادرید-باراخاس، فرودگاه بین‌المللی نینوی آکوئینو، فرودگاه میلانو مالپنسا، فرودگاه بین‌المللی چاتراپاتی شیواجی، فرودگاه مونیخ (ازسرگیری از ۴ ژوئیه ۲۰۱۶)، فرودگاه بین‌المللی مسقط، فرودگاه بین‌المللی جان اف کندی، فرودگاه شارل دوگل پاریس، فرودگاه بین‌المللی باچا خان، فرودگاه لئوناردو دا وینچی-فیومیچینو، فرودگاه چانگی سنگاپور، فرودگاه بین‌المللی پیرسون تورنتو، فرودگاه بین‌المللی دالس واشینگتن فصلی: فرودگاه بین‌المللی جواندا | ۲      |
| هواپیمایی سعودی             | فرودگاه منطقه‌ای آبها، فرودگاه داخلی الباحه، فرودگاه داخلی الجوف، Al Ula، فرودگاه داخلی الوجه، فرودگاه داخلی بیشه، فرودگاه بین‌المللی ملک فهد، فرودگاه داخلی دوادمی، فرودگاه محلی قصیم، فرودگاه گوریات دومستیک، فرودگاه منطقه‌ای هائیل، فرودگاه بین‌المللی ملک عبدالعزیز، فرودگاه منطقه‌ای جیزان، فرودگاه شاهزاده محمد بن عبدالعزیز، فرودگاه محلی نجران، فرودگاه محلی قیصومه، فرودگاه داخلی رفحا، فرودگاه بومی شروره، فرودگاه محلی تبوک، فرودگاه محلی طائف، فرودگاه محلی طریف، فرودگاه محلی وادی الدواسر، فرودگاه ینبع | ۳      |
| شاهین ایر                   | فرودگاه بین‌المللی بینظیر بوتو، فرودگاه بین‌المللی اقبال لاهوری، فرودگاه بین‌المللی باچا خان | ۱      |
| سریلانکان ایرلاینز          | فرودگاه بین‌المللی باندرانیکی | ۱      |
| سودان ایرویز                | فرودگاه بین‌المللی خرطوم | ۱      |
| هواپیمایی سوریه             | فرودگاه بین‌المللی دمشق | ۱      |
| ترکیش ایرلاینز              | فرودگاه بین‌المللی آتاترک، فرودگاه بین‌المللی صبیحه گوکچن (آغاز از ۲۷ مارس ۲۰۱۶)، فرودگاه ترابزون (آغاز از ۲۹ مارس ۲۰۱۶)) | ۱      |
| یمنیه                       | فرودگاه بین‌المللی عدن، فرودگاه بین‌المللی صنعا (هردو تعلیق شده‌اند) | ۱      |